# Jean Wicki
Jean Roland Wicki, né le 18 juin 1933 à Sierre et mort le 11 juin 2023, est un bobeur suisse.

## Carrière
Jean Wicki participe aux épreuves de bobsleigh aux Jeux olympiques de 1968 à Grenoble, terminant neuvième en bob à deux et remportant la médaille de bronze en bob à quatre. Il est aussi présent lors des épreuves de bobsleigh aux Jeux olympiques de 1972 à Sapporo, où il remporte une médaille de bronze en bob à deux et le titre olympique en bob à quatre.

## Palmarès

### Jeux Olympiques
- : médaillé d'or en bob à 4 aux JO 1972.
- : médaillé de bronze en bob à 2 aux JO 1972.
- : médaillé de bronze en bob à 4 aux JO 1968.